# 包領

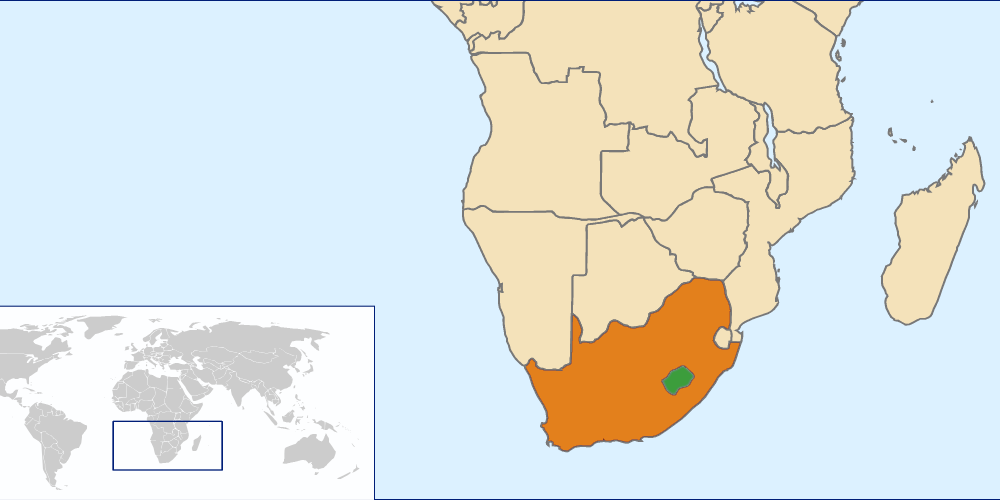
レソト
南アフリカ共和国
レソトは、南アフリカ共和国に囲まれた包領である。

包領（ほうりょう、enclave）は、ある1つの別の領域に四方を完全に囲まれた領域である。
国の場合は、1つの外国に完全に囲まれた国となる。現在の独立国では、レソト（南アフリカ共和国による包領）、バチカン、サンマリノ（共にイタリアによる包領）があたる。
ポルトガル（海岸以外はスペインに囲まれている）、モナコ（海岸以外はフランスに囲まれている）、ガンビア（海岸以外はセネガルに囲まれている）のように、海に面していて陸地の全域を1つの別の領域に囲まれている領域は、通常は包領とみなされない。

## 他の概念との関係
囲む国が複数の場合は、単なる内陸国（あるいは内陸県など）である。
領域全体でなくても、飛び地 (exclave) が1つの領域に囲まれていれば包領である。小さな内陸の飛び地は、同時に包領でもあることが多いが、海に面していたり、複数の領域に囲まれていたりすると、包領ではない。

## 国全体が外国に囲まれた包領
包領となる国等 - 囲む国等 の順。
- サンマリノ、 バチカン -  イタリア
- レソト -  南アフリカ共和国

## 飛び地が外国に囲まれた包領
- タジキスタン ソグド州 イスファラ郡 ヴォルフ -   キルギス バトケン州 バトケン郡
- ドイツ バーデン＝ヴュルテンベルク州 フライブルク行政管区 コンスタンツ郡 ビュージンゲン -  スイス シャフハウゼン州
- ロシア メドヴェジエ、サニコヴォ -  ベラルーシ ホメリ州

## 州・自治体レベルの包領

### アジア
- ウズベキスタン タシュケント - タシュケント州
- カザフスタン アスタナ - アクトベ州
- カザフスタン アルマトイ - アルマトイ州
- 韓国 光州広域市 - 全羅南道
- カンボジア プノンペン - カンダル州
- キルギス ビシケク - チュイ州
- 台湾 嘉義市 - 嘉義県
- 台湾 台北市 - 新北市
- 中国 北京市 朝陽区 北京首都国際空港 - 北京市 順義区
- 日本 広島県 安芸郡 府中町 - 広島県 広島市
- モンゴル ウランバートル市 - トゥブ県
- モンゴル ダルハン・オール県 - セレンゲ県

### オセアニア
- オーストラリア オーストラリア首都特別地域 キャンベラ - ニューサウスウェールズ州

### ヨーロッパ
- ドイツ ブレーメン州 ブレーメン - ニーダーザクセン州
- ドイツ ベルリン - ブランデンブルク州
- ベルギー ブリュッセル首都圏地域 ブリュッセル - フラームス＝ブラバント州
- ベラルーシ ミンスク - ミンスク州
- ロシア モスクワ - モスクワ州

## 解消した包領
- ジュネーヴ共和国 -  フランス
1798年、フランス共和国に併合され、包領解消。
1815年、ウィーン会議により、スイス連邦ジュネーヴ州となった。それだけだとふたたび包領となり、かつ飛地にもなるところだったが、スイス本土との間の回廊地帯もスイス領となったため、連続したスイス領となった。
- 西ドイツ 西ベルリン -  東ドイツ
1949年の東西ドイツ独立により成立。国際法上の厳密な地位は複雑だが、事実上は、西ベルリンは西ドイツの飛地であり東ドイツによる包領だった。
1990年、ドイツ再統一により国レベルの包領としては解消（同時に飛び地解消）。東ベルリンと統合され、ブランデンブルク州による包領ベルリン州となった。
- 日本
  - 静岡県 浜名郡 可美村 - 静岡県 浜松市
1991年、浜松市に編入され包領解消。
  - 宮崎県 西臼杵郡 上野村 - 宮崎県 西臼杵郡 高千穂町
1969年、西臼杵郡高千穂町に編入され包領解消。
  - 岩手県 岩手郡 沼宮内町 - 岩手県 岩手郡 御堂村
1955年、沼宮内町、御堂村を含む4町村が合併し包領解消。
  - 福井県 足羽郡 東郷村 - 福井県 足羽郡 足羽村
1955年、足羽郡足羽村に編入され包領解消。
- 韓国 忠清北道 清州市 - 忠清北道 清原郡
2014年、清州市と清原郡の都農統合（合併）により包領解消。
- 台湾 台中市 - 台中県
2010年、台中市と台中県の合併により包領解消。